# Nachtweide von Patershausen
Das Naturschutzgebiet Nachtweide von Patershausen (NSG-Kennung 1438012) liegt im hessischen Landkreis Offenbach. Es umfasst rund 17,78 Hektar großes Gebiet Süden von Heusenstamm.

## Gebietsbeschreibung
Die Nachtweide von Patershausen grenzt direkt an das Hofgut Patershausen und steht seit dem 29. Juli 1987 unter Naturschutz. Zur Entstehung des Namens, siehe: Nachtweide. Heute ist die „Nachtweide“ integraler Bestandteil des Naherholungsgebietes um Heusenstamm und ein beliebtes Ausflugsziel.

## Schutzzweck
Ursprünglicher Zweck der Unterschutzstellung ist es, sowohl die zoologische, als auch die botanische Bedeutung der Weiden, Brachen, Hecken, Obstbäume, Waldflächen und ehemaligen Karpfenteiche zu erhalten und nachhaltig zu verbessern. Zu den Besonderheiten der Fauna gehört eine größere Population des vom Aussterben bedrohten Laubfrosches, zu denen der Flora, der in dieser Region einzigartige Magerrasen.